# External Data Representation
XDR (англ. External Data Representation - внешнее представление данных) — международный стандарт передачи данных в Интернете, используемый в различных RFC для описания типов. XDR позволяет организовать не зависящую от платформы передачу данных между компьютерами в гетерогенных сетях.
External Data Representation (XDR) — это стандарт IETF с 1995 года. Он позволяет данным быть упакованными не зависящим от архитектуры способом, таким образом, данные могут передаваться между гетерогенными компьютерными системами.
- Преобразование из локального представления в XDR называется кодированием.
- Преобразование из XDR в локальное представление называется декодированием.
- XDR выполнен как портативная (переносная) библиотека функций между различными операционными системами и так же не зависит от транспортного уровня.

Среди использующих XDR программ можно назвать следующие:
- Sun RPC
- NetCDF
- Язык программирования R
- SpiderMonkey
- Ganglia
- Interactive Data Language (IDL)

## Типы данных в XDR
- boolean
- int (32-битное целое число)
- hyper (64-битное целое число)
- float
- double
- enumeration
- structure
- string
- массивы фиксированной длины
- массивы переменной длины
- неформатированные («сырые») данные

## Мотивация использования XDR
Разные компьютеры могут иметь разное внутреннее представление информации.
Например, 32-битный Integer имеет 2 возможные формы представления:
- Порядок байтов от старшего к младшему (Motorola 68000)
- Прямой порядок байтов (Intel 80x86)

Для некоторых функций WinSock их аргументы (то есть, параметры функций) должны храниться в обратном порядке.
- Сервер и клиент могут обмениваться разными типами данных.
- Если сервер и клиент выполняются на двух соответствующих машинах, используя разное внутреннее представление данных, то они должны согласовывать точно представление всех данных, передаваемых между ними.
- Sun Microsystems разработала external data representation (XDR), который определяет представление для различных типов данных (integer, enumeration….)
- XDR стал стандартом де-факто для большинства клиент-серверных приложений:

— Программа преобразует сообщения из своего внутреннего представления в XDR для последующей передачи. Это называется кодированием.
— Получатель преобразует полученное сообщение из XDR в собственное представление. Это называется декодированием.

## Типы данных в XDR
XDR указывает представление для большинства типов данных в C:
Закодированная информация содержит только данные, она не содержит информации о типе данных. Например, после кодирования 32-битного integer результатом будет 32-битный integer в XDR. Не будет информации о том, что это integer. Клиенты и серверы, использующие XDR, должны согласовывать тип данных сообщений, которыми они обмениваются.

## Программная поддержка использования XDR
- XDR определяет представление для каждого типа данных.
- Например, 32-битный integer имеет порядок байтов от старшего к младшему.
- Для содействия программистам XDR обеспечивает библиотеку стандартных программ для конвертирования представления данных.

## Посылка сообщения в XDR
- Посылаемое сообщение может состоять из нескольких пунктов данных (items).
- Например, сообщение содержит информацию о студенте. Оно состоит из трёх пунктов:

— имя (строка символов)
-ID (целое)
-совокупный GPA (floating-point number)
- Перед посылкой сообщения программа (клиент или сервер) конвертирует всю информацию пунктов из внутреннего представления в XDR.
- Шаги конвертирования
  1. Предоставление буфера для хранения всей информации сообщения, которая должна быть послана.
  2. Вызов xdrmem_create() для инициализации потока XDR.

Например: xdrmem_create() возвращает указатель на пустой поток.
- 1. Вызов стандартной программы в XDR для преобразования каждого пункта информации. Она будет дописывать закодированную информацию в конец потока следующим образом:

```
       *#* помещать закодированную информацию в следующее доступное место в буфере
       *#* обновлять внутренний указатель на поток, помещая его на новое доступное свободное место 
```

- 1.     - Например, конвертирование 32-битного целого:

  2. После кодирования всех пунктов сообщения это сообщение посылается.

## Получение сообщения в XDR
- Когда программа получает сообщение в XDR, она конвертирует каждый пункт данных в сообщении из XDR в своё внутреннее представление.
- Шаги:
  1. Вызов xdrmem_create() для инициализации потока XDR , указав XDR_DECODE, как четвёртый аргумент.
  2. Помещение полученного сообщения в буфер.
  3. Вызов подходящей стандартной программы преобразования для декодирования каждого пункта данных полученного сообщения.

Например, декодирование 32-битного целого: